# Cetanoviće
Cetanoviće (izvirno srbsko Цетановиће) je naselje v Srbiji, ki upravno spada pod Občino Sjenica; slednja pa je del Zlatiborskega upravnega okraja.

## Demografija
V naselju, katerega izvirno (srbsko-cirilično) ime je Цетановиће, živi 251 polnoletnih prebivalcev, pri čemer je njihova povprečna starost 31,7 let (31,9 pri moških in 31,4 pri ženskah). Naselje ima 79 gospodinjstev, pri čemer je povprečno število članov na gospodinjstvo 4,89.
Naselje je večinoma bošnjaško, (po popisu prebivalstva iz leta 2002).
|  |

| Demografija | Demografija     | Demografija     |
| Leto        | Št. prebivalcev | Št. prebivalcev |
| ----------- | --------------- | --------------- |
|             |                 |                 |
|             |                 |                 |
|             |                 |                 |
|             |                 |                 |
| 1948        | 320             |                 |
| 1953        | 375             |                 |
| 1961        | 406             |                 |
| 1971        | 447             |                 |
| 1981        | 474             |                 |
| 1991        | 478             | 478             |
| 2002        | 576             | 386             |
|             |                 |                 |

| Etnična sestava po popisu iz leta 2002 | Etnična sestava po popisu iz leta 2002 | Etnična sestava po popisu iz leta 2002 | Etnična sestava po popisu iz leta 2002 | Etnična sestava po popisu iz leta 2002 |
| -------------------------------------- | -------------------------------------- | -------------------------------------- | -------------------------------------- | -------------------------------------- |
| Bošnjaki                               | Bošnjaki                               |                                        | 369                                    | 95,59%                                 |
| Muslimani                              | Muslimani                              |                                        | 16                                     | 4,14%                                  |
| Srbi                                   | Srbi                                   |                                        | 1                                      | 0,25%                                  |
| Neznano                                | Neznano                                |                                        | 0                                      | 0,0%                                   |